# Категория групп
В математике, категория групп — это категория, класс объектов которой составляют группы, а морфизмы — гомоморфизмы групп.
Рассмотрим два забывающих функтора из Grp:
M:Grp → Mon
U:Grp → Set
Здесь M имеет два сопряженных:
- Правый: I:Mon→Grp

- Левый: K:Mon→Grp

Здесь I:Mon→Grp — функтор, отправляющий моноид в подмоноид обратимых элементов и K:Mon→Grp — функтор, отправляющий моноид в его группу Гротендика.
Забывающий U:Grp → Set имеет правый сопряженный — композицию KF:Set→Mon→Grp, где F — свободный функтор.
Мономорфизмы в Grp — в точности инъективные гомоморфизмы, эпиморфизмы в точности сюръективные гомоморфизмы, и изоморфизмы — биективные гомоморфизмы.
Категория Grp является полной и кополной. Произведение в Grp — это прямое произведение групп, тогда как копроизведение — свободное произведение групп. Нулевой объект в Grp — тривиальная группа.
Категория абелевых групп, Ab, — полная подкатегория Grp. Ab является абелевой категорией, но Grp не является даже аддитивной категорией, поскольку не существует естественного способа определить сумму двух гомоморфизмов.
Понятие точной последовательности имеет смысл и в Grp, причем некоторые результаты из теории абелевых категорий, например 9-лемма и 5-лемма, остаются верными в Grp. С другой стороны, лемма о змее перестает быть верной.